# 御夫座坦克
FV4101御夫座中型坦克（英語：FV4101 Tank, Medium Gun, Charioteer）是英國在冷战初期设计生产的一款中型坦克:22。该车以英国陆军二战时期的克倫威爾坦克为基础，在新设计的双人炮塔内安裝一門QF 20磅炮，大幅提高了反坦克能力。作为一种为皇家装甲兵增強火力的过渡型装备，御夫座在英国陆军的服役生涯相对短暂，而在出口方面则较为成功。中东国家的御夫座坦克参与了包括第三次中东战争在内的多次冲突，一直使用至1980年代。

## 研發生产

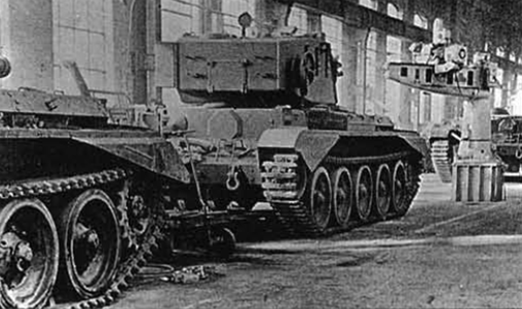
组装中的御夫座坦克，可见炮塔后部的抛壳口。

1945年9月7日，苏联红军在柏林举行盛大的胜利阅兵，首次亮相的IS-3重型戰車给西方观察家带来了巨大的冲击。而此时的英国皇家装甲兵正面临装备青黄不接的困境：英国陆军现有主力克倫威爾坦克孱弱的火炮和装甲显然已无法正面对抗任何苏制坦克:38，而新型百夫长坦克又还处于改进阶段，短期内难以形成战斗力。作为应急方案，英国装甲车辆设计局建议，为克伦威尔换装百夫长使用的QF 20磅炮，以备大规模動員之需:16。
1950年，装甲车辆设计局开始着手克倫威爾坦克的升级方案。设计局吸取了二战时期挑戰者巡洋坦克重心过高、机动不足的经验教训，将重点放在炮塔设计上:27，而车体、引擎、内部布局等则尽可能保持不变，以降低改造成本。整个研制工作于1951年4月结束，同年便完成了一辆原型车。研发初期，该车曾被命名为“FV4101克伦威尔重型反坦克炮”，但很快就于1952年正式定型为“御夫座中型坦克”。
所有御夫座都是由战时生产的克倫威爾坦克改造而来，当时位于柴郡的羅賓遜-克肖有限公司（Robinson & Kershaw Ltd）负责翻新车体，换装炮塔。原来的克伦威尔Mk.VI、Mk.VII、Mk.VIIw（焊接型车体）和Mk.VIII经过改装后相应变为御夫座Mk.6、Mk.7、Mk.7w和Mk.8。根据火炮型号的不同，每种还可以细分为炮管不带抽煙器的A型和带抽烟器的B型。生产工作从1952年6月开始，最后一批约于1954年下线。根据流水号判断，共有442辆克伦威尔接受了这样的改造:22。

## 设计特点

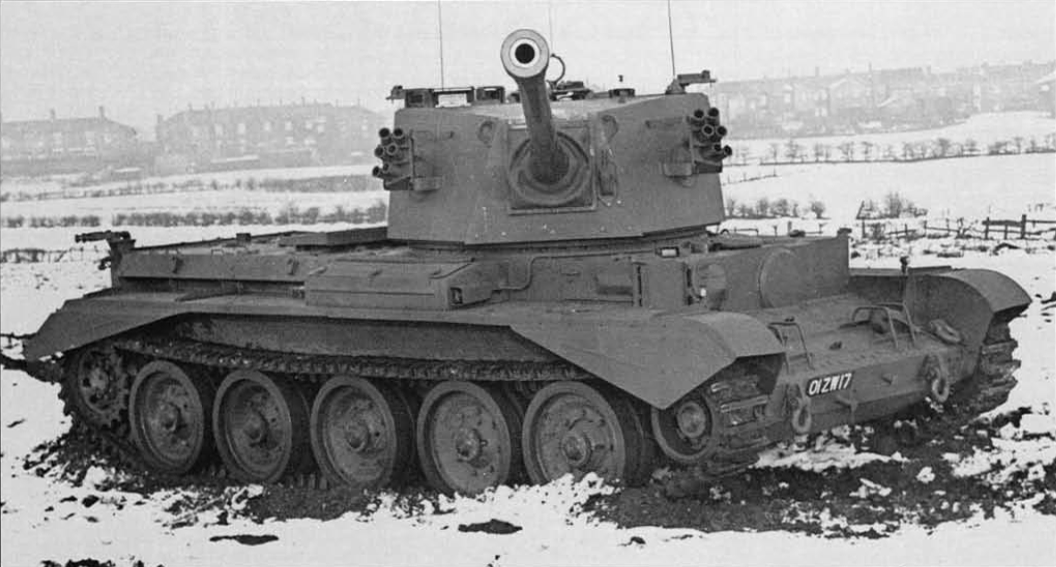
一辆编号01ZW17的御夫座坦克。

御夫座是克倫威爾坦克的反坦克强化型，其总体结构与克伦威尔也大同小异：驾驶室在前、战斗室在中、动力室在后。车组乘员由五人减少为三人，驾驶员位于车体前部右侧，车长和装填手分别位于炮塔内两侧。原副驾驶的位置改为存放乘员杂物，航向机枪口则被封上。底盘没有大幅改造，仅将炮塔座圈由57英寸（1.4）加大至64英寸（1.6）以容纳全新的炮塔。六边形的炮塔由轧压均质钢板焊接而成，十分高大，比起克伦威尔的炮塔整整高了12英寸（30）。炮塔正面、炮盾和炮架为铆接结构，方便主炮拆卸维护。炮塔顶部为车长和装填手设有两个舱盖，炮塔后部设有抛壳口。车长通过三具与百夫长坦克相同规格的潜望镜观察，但没有指挥塔。由于空间有限，御夫座的炮塔只能容纳两人，车长必须兼任炮手，装填手则负责操作无线电台——自二战以来，双人炮塔的作战效率就备受批评，但装甲车辆设计局接受了这一缺陷，认为这已是克伦威尔的升级极限:18-19。
主武器为一门83.4（3.28英寸）QF 20磅炮，火炮身管长5.75（226英寸），无炮口制退器。20磅炮在1950年代初是一种十分优秀的坦克炮，可使用风帽被帽穿甲弹、脱壳穿甲弹、高爆弹、榴霰弹和烟雾弹等多种弹药。发射脱壳穿甲弹时炮口初速1,465每秒（4,810英尺每秒），在500米的射击距离上可击穿307（12.1英寸）钢板，足有当年88毫米戰車炮穿深的两倍:10。火炮的回旋由液压驱动，俯仰则为手动，高低射界为−5°至10°，但由于缺乏火炮稳定仪，御夫座的移动射击精度明显逊色于百夫长坦克。因为20磅炮炮弹比克伦威尔坦克的QF 75 mm坦克炮炮弹大得多，备弹数相应由64发骤减至25发（车体内22发，炮塔内3发）。主炮左侧另有一挺7.62毫米同轴機槍，备弹3,500发。炮塔两侧还各有一座烟雾弹发射器，每侧备弹六枚:19。
车体的行走机构基本没有变化。引擎、传动和悬挂系统等全部直接照搬克倫威爾坦克，唯一的区别在于履带比克伦威尔更宽，达15.5英寸（39）。虽然御夫座的主炮和炮塔比起克伦威尔大得多，但其战斗全重却只比后者重了不到一吨，仍能维持32英里每小時（51每小時）的高速。这一高速的代价显然是脆弱的防御水平：炮塔正面厚度为1.5英寸（38）（克伦威尔炮塔正面的一半），而炮塔侧面更是只有区区1英寸（25），仅能防御12.7毫米口径穿甲弹和榴弹破片，车体装甲比起二战时也毫无改进。全车未配备三防系统，也没有自动灭火器。但作为战后现代化的一部分，所有御夫座坦克都在车体尾部增设了电话，供车外步兵和车内乘员联络用:21。

## 服役历史

### 英国陆军

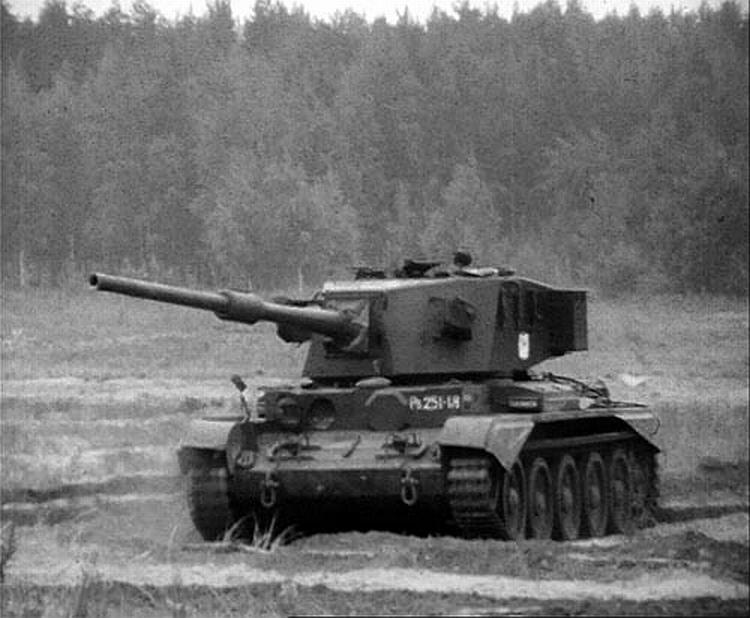
芬兰国防军装备的御夫座坦克。

英国陆军将御夫座坦克部署于师属坦克团中，由使用坦克的皇家装甲兵而非使用坦克歼击车的皇家砲兵运用，每个步兵师和装甲师各有三个师属坦克团。按照北约战术，当苏军发起大规模攻势时，英军会先诱敌深入各防区间隙，再由师属坦克团将间隙合拢，交给装甲旅所属坦克团包围歼灭。不巧的是，当御夫座开始列装时，皇家装甲兵正在经历大规模重组，师属坦克团首当其冲大幅缩编。结果，大部分该车都辗转到了英國地方自卫队的手里:22-23。
在英国地方自卫队的服役生涯中，御夫座暴露出一些问题。由于发射脱壳穿甲弹时的炮口焰过于刺眼，再加上没有车长指挥塔，兼任炮手的车长往往难以看清1,500碼（1,400）内炮弹的弹着点:38。作为对策，从1953年开始，英军开始为其增加非正式的第四名乘员，平时坐在原副驾驶的位置，当车辆开火时则站在车外，为车长观察并校正弹道。另一方面，御夫座的可靠性却是有目共睹。曾有一辆御夫座坦克从1954年12月至1957年5月经历了长达29个月的彻底测试，内容包括公路、越野甚至潜渡过海，期间几乎没有遇到任何故障，地方自卫队对此十分满意:22-23。
英国陆军曾将一辆御夫座的主炮由83.4毫米QF 20磅炮进一步升级为105毫米L7坦克炮，该样车于1960年接受测试，结果出人意料地成功，证明克倫威爾坦克的狭小底盘仍可承受L7坦克炮的巨大后坐力。不过此时百夫长坦克甚至更先进的酋長坦克已开始大规模列装，这种应急措施也已显得不合时宜。总体而言，御夫座坦克在英国陆军的服役时间相当短暂。:24:39

### 其他国家
从1956年起，英国开始将御夫座用于出口，共有189辆找到了新主人:46。其中最大的海外用户为奥地利陆军，共进口82辆，仍称“御夫座中型坦克（Mittlerer Kampfpanzer Charioteer）”:106-107。在服役期限过后，这些坦克的炮塔便被埋设于混凝土工事中，继续充当固定火力点。奥地利为这些炮塔增加了自动抛壳系统，一些甚至还换装了L7坦克炮。芬兰也在1960年从英国以每辆5,000英镑的价格进口38辆该坦克装备芬兰国防军，一直使用至1979年:219。
御夫座在中东国家的销量也相当可观。约旦共获得约49辆，并为其加装车长指挥塔和12.7毫米高射机枪，随后转手卖给了黎巴嫩。而黎巴嫩通过各种渠道获得的御夫座可能多达60辆。1972年，黎巴嫩为其中一辆自行换装了L7坦克炮，但由于车体严重老化最终作罢:39。约旦皇家陆军和黎巴嫩军的御夫座可能参与了第三次中东战争、赎罪日战争甚至旷日持久的黎巴嫩内战，最后一批直至1980年方才退出现役:24。随着黎巴嫩军的分崩离析，一些御夫座甚至流落到了巴勒斯坦解放组织的手中，并在利塔尼行动中被以色列國防軍缴获。

## 現存车辆
- 英国博文顿坦克博物馆和东英格兰军事博物馆（East of England Military Museum）中各展出一輛御夫座坦克，东英格兰军事博物馆的展品为现存唯一一辆安装L7坦克炮的御夫座。
- 芬兰帕罗拉坦克博物馆收藏有两輛御夫座坦克，一辆在室外展出，另一辆存于室内；除此之外，包括拉彭兰塔陆军学院和米耶希凱萊的工兵博物馆在内，芬兰各地还有至少五辆御夫座。
- 捷克斯姆爾若夫卡的装甲科技博物馆（Muzeum Obrněné Techniky）中曾收藏一辆御夫座坦克。
- 以色列装甲部队纪念馆和以色列国防军历史博物馆各展出一辆御夫座坦克。
- 黎巴嫩各地存有若干辆状态不一的御夫座坦克，其中一辆安放在贝鲁特那个著名的用坦克制成的祈愿和平纪念碑（英语：Hope for Peace Monument）上。
- 奥地利维也纳的軍事史博物館收藏有一辆御夫座坦克。在克恩顿州碉堡博物馆中另有两个作为固定火力点的御夫座炮塔。
- 澳大利亚装甲火炮博物馆（英语：Australian Armour and Artillery Museum）中收藏有一座御夫座坦克的炮塔。[9]

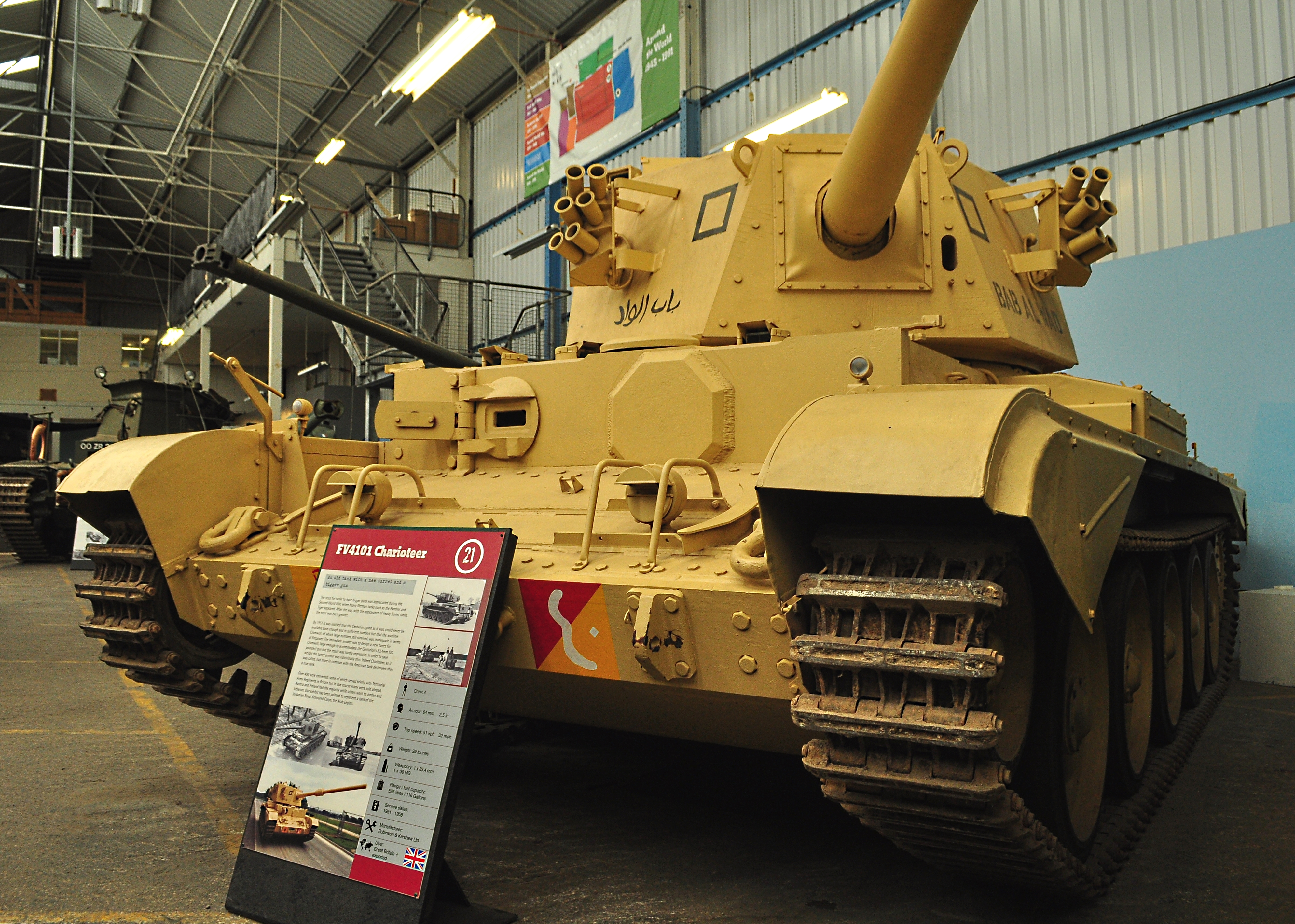
博文顿坦克博物馆收藏的御夫座
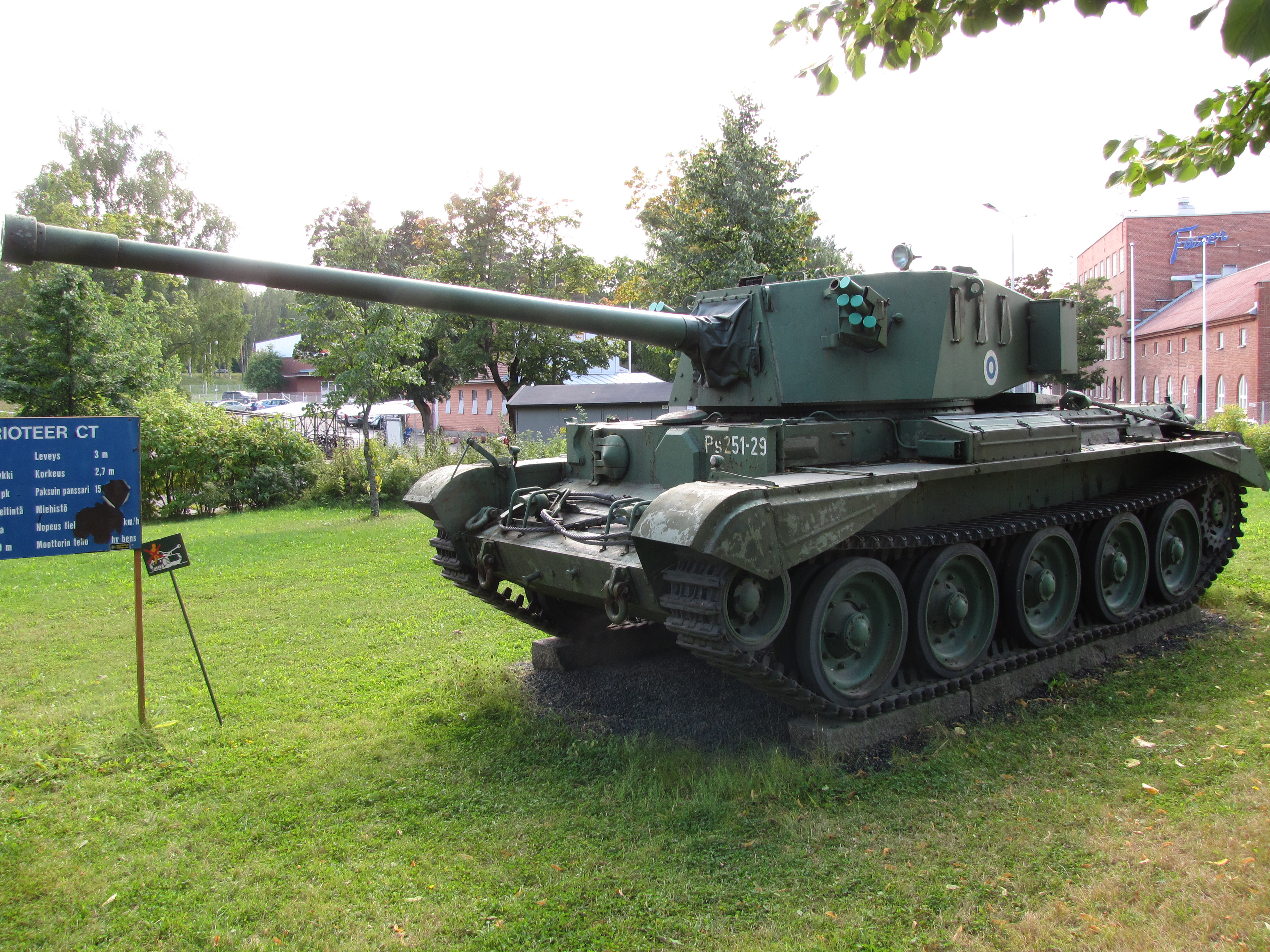
拉彭兰塔陆军学院前的御夫座
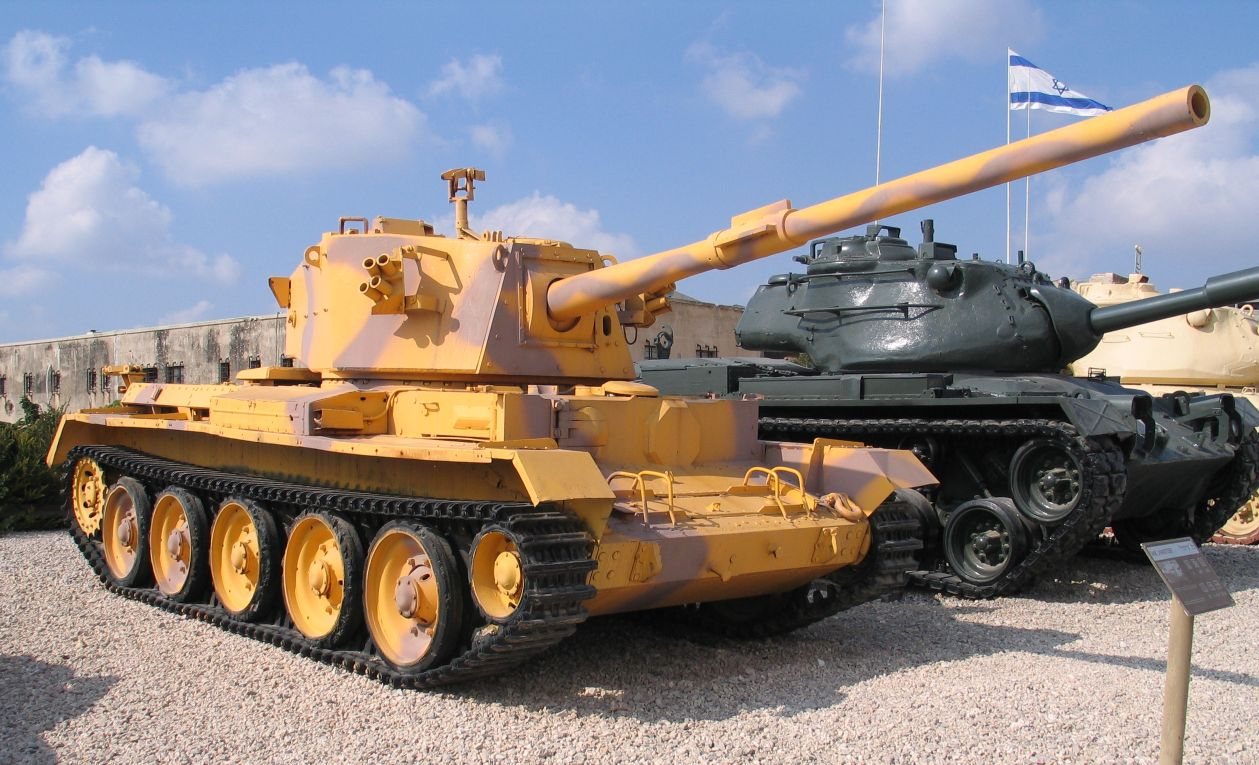
以色列装甲部队纪念馆中的御夫座
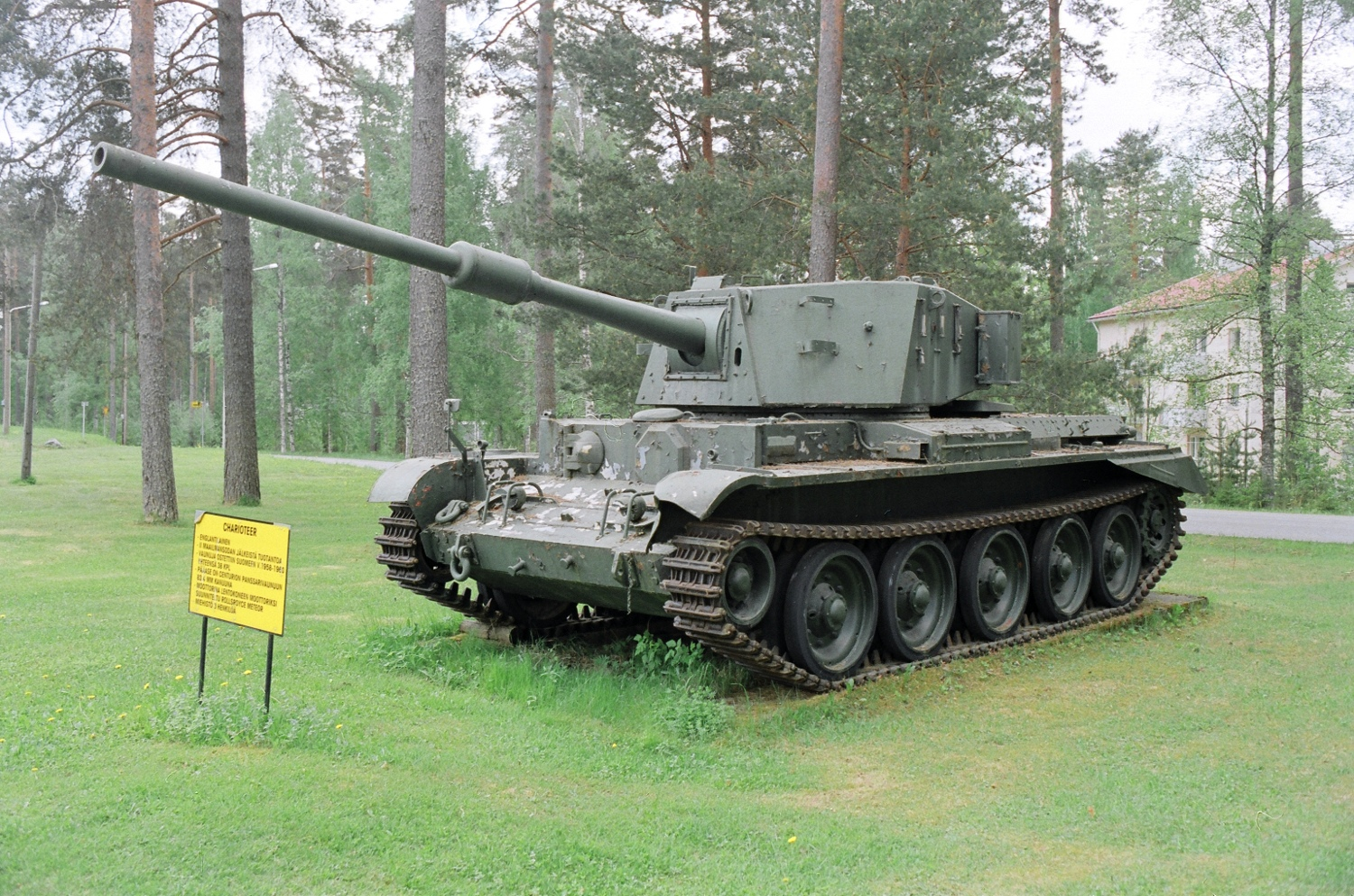
芬兰米凯利兵营中展示的御夫座
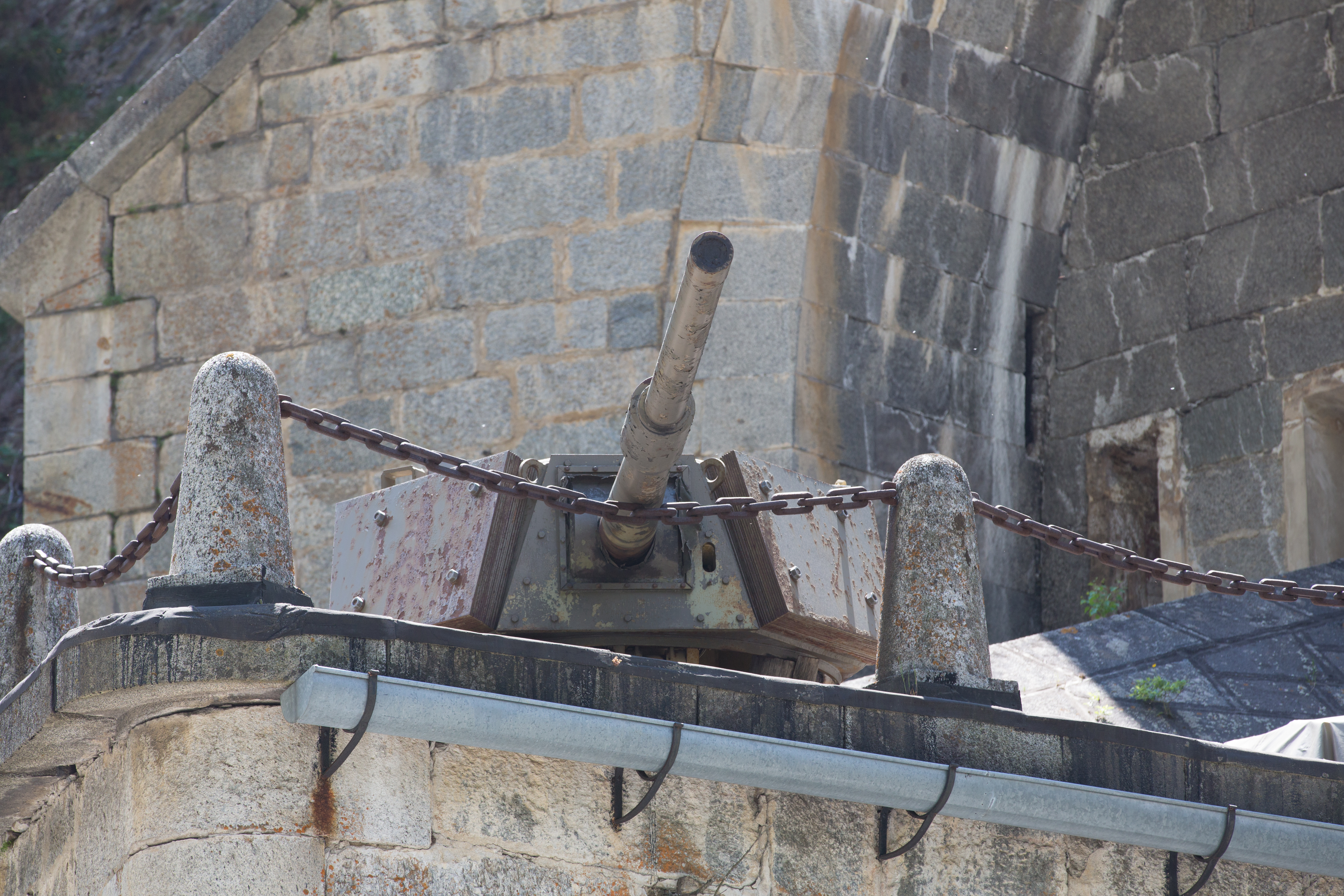
奥地利北蒂罗尔州的一个御夫座炮塔